# Konrad Eberle
Konrad Eberle (* 21. Februar 1903 in Langenegg, Vorarlberg; † 1. August 1961 in Wien) war ein österreichischer Kinderarzt und Politiker (NSDAP, ÖVP).

## Leben
Eberle wuchs als Kind einer Bauernfamilie in Tirol auf und besuchte Volksschule sowie Gymnasium der Franziskaner in Hall in Tirol. In Jugendjahren wurde Eberle auch Mitglied bei der KÖStV Sternkorona Hall.
Eberle studierte an der Universität Innsbruck, trat 1924 der katholischen Studentenverbindung KÖHV Leopoldina Innsbruck bei und errang 1930 den Doktortitel. Danach machte er eine Ausbildung zum Kinderfacharzt und wurde Assistent an der Innsbrucker Universitäts-Kinderklinik. 1933/34 wurde Eberle als sog. „Illegaler“ Mitglied der NSDAP. Er war Gründungsmitglied der NSBO-Zelle im Landeskrankenhaus Innsbruck und ab 15. Mai 1934 auch Mitglied in der nun als Einheitspartei agierenden Vaterländischen Front.
Er wechselte nach Wien, wo er zunächst im Jänner 1935 Oberarzt im Karolinen-Kinderspital und dann im April desselben Jahres Primararzt im Preyerschen Kinderspital wurde. Unter seiner Leitung baute er dieses Spital von 80 auf 200 Betten aus und gründete 1937 eine Kinderschwesternschule. 1938 wurde Eberle zum „kommissarischen Leiter“ des Stiftungs-Spitals bestellt, wurde im selben Jahr auch Amtswalter und Mitglied der Nationalsozialistischen Volkswohlfahrt, 1939 wurde er nach Übernahme der Leitung durch die Stadt Wien zum Direktor ernannt. Im April 1940 wurde Eberle NSDÄB-Anwärter, wodurch er im September 1940 zum „Amt für Volksgesundheit“ zugelassen wurde.
1941 wurde Eberle als „kommissarischer Leiter“ des Kinderspitals durch Arnulf Meier abgelöst, da Eberle nach Ansicht der Nationalsozialisten im Austrofaschismus aufgrund seiner „klerikalen Einstellung“ dem ehemaligen Regime nahegestanden habe. Vor und nach seiner Ablöse versuchte Eberle, seinen Mitbewerber und späteren Nachfolger zu denunzieren, indem er Meier einer „Mischehe“ mit einer „Volljüdin“ bezichtigte und die Rückgabe der Leitung aufgrund dieser angeblichen Verfehlung forderte. Noch 1943 versuchte Eberle erfolglos, mithilfe eines Zeugen beim zuständigen Gauamtsleiter zu intervenieren. Die Anschuldigungen waren für das Amt für Volksgesundheit jedoch nicht stichhaltig genug. Ab 1943 leistete Eberle Kriegsdienst als Truppenarzt.
Nach der Rückkehr aus der Kriegsgefangenschaft nahm Eberle 1945 seine frühere Funktion im Preyerschen Kinderspital wieder ein und begann sich auch politisch zu engagieren. Als Standesvertreter war er ab 1946 im Vorstand der Wiener Ärztekammer tätig, deren Präsident er 1954 wurde. 1957 wurde er Präsident der Österreichischen Ärztekammer. Außerdem war er Mitglied des Obersten Sanitätsrats der Republik Österreich und des Wiener Landessanitätsrats.
1945 war Eberle in den Wirtschaftsbund der Österreichischen Volkspartei eingetreten. Er begründete die Vereinigung österreichischer Ärzte mit, deren Obmann er ab 1952 wurde. Im Wiener Gemeinderat saß Eberle für die ÖVP von 1949 bis 1961. 1949 bis 1954 war er Vorsitzender des Gemeinderatsausschusses für Gesundheitswesen.
Konrad Eberle war seit 1935 mit Else Mair verheiratet. Nach seinem Tode wurde er auf dem Friedhof von Hall in Tirol bestattet. 1971 wurde die Dr.-Eberle-Gasse in Wien-Favoriten nach ihm benannt.